# 随州市博物馆
随州博物馆（英語：Suizhou Museum）是一座位于湖北省随州市的博物馆。馆长是黄建勋。

## 历史
1978年10月建成开馆，旧馆位于原城郊公社粮站，新馆位于湖北省随州市曾都区擂鼓墩大道98号，毗邻曾侯乙墓遗址博物馆。占地面积78,000平方米，建筑面积20,400平方米，陈列面积8,000平方米，共有七个展厅。现有藏品总计10,183件。馆名由钱伟长题写。2009年5月被评为国家二级博物馆，2020年12月21日被评为国家一级博物馆。

## 营业时间
- 周二至周日：上午九点至下午五点
- 周一闭馆